# Visions (álbum)
Visions es el tercer álbum de estudio de la cantante y compositora canadiense  Grimes, lanzado el 31 de enero de 2012. El primero desde que firmó con 4AD, el álbum se grabó completamente en el software Apple GarageBand en el departamento de Grimes durante un período de tres semanas. Fue  mezclado por Grimes y su mánager Sebastian Cowan en su La Brique Studio Space. Visions se transmitió en el NPR sitio web una semana antes de su lanzamiento en los Estados Unidos.
Visions recibió elogios de los críticos por su lanzamiento y fue incluido en varias listas de fin de año.  Los dos singles del álbum, "Oblivion" y "Genesis", fueron nombrados una de las mejores canciones de 2012 por muchas publicaciones, entre ellas Rolling Stone, Pitchfork y NME.  También ha aparecido en varias listas de fin de década con Gorilla vs. Bear nombrándolo el mejor álbum de la década y Pitchfork nombrando a "Oblivion" como la segunda mejor canción de la década. También se clasificó como el 252.º mejor álbum de todos los tiempos por NME.  Visions  ganó un  Premio Juno y también fue nominado para el 2012 Polaris Music Prize. El álbum está etiquetado como llevando la  DIY music scene del barrio Mile End de Montreal a popularidad internacional.

## Antecedentes y grabación
Claire Boucher lanzó su álbum debut como Grimes, Geidi Primes, en el sello discográfico canadiense Arbutus Records en enero de 2010, seguido de Halfaxa en septiembre; cuando comenzó a promocionarse públicamente y viajar más allá de Montreal.  En 2011, lanzó un EP dividido de 12" con el músico  d'Eon, Darkbloom, con sede en Montreal y, a partir de mayo, abrió para la cantante sueca Lykke Li en su gira por América del Norte. En agosto siguiente, su álbum debut fue relanzado a través de No Pain in Pop Records, en formato CD y vinilo por primera vez. En mayo, Boucher interpretó las primeras versiones de las nuevas canciones "Genesis" y "Nightmusic" en el Festival Kinetik, y "Be A Body" en julio.
Frustrada por las giras y la falta de estabilidad en su vida, Boucher comenzó a trabajar en  Visiones  en agosto de 2011 durante tres semanas en su casa en Montreal. Mientras se encontraba en un plazo de lanzamiento establecido antes de que ella comenzara el álbum por su entonces gerente, grabó el álbum a un "ritmo psicótico", sin dormir ni comer durante nueve días mientras usaba anfetaminas para cumplir con la fecha límite. La mayoría de las canciones del álbum se terminaron en un solo día, sin muchas demos creadas de antemano. Ella describió el proceso como "igualmente agradable y tortuoso". Ella creó el álbum con la esperanza de "despejar [su] pizarra mental".  Al anular todo lo que había hecho anteriormente, también "declarar el álbum" es una muy buena representación del comienzo del futuro".  Visions  se grabó usando GarageBand de Apple, principalmente usando un teclado Roland Juno-G, pedales vocales y una muestra. El álbum fue  mezclado por Boucher y Sebastian Cowan en su La Brique Studio Space. Firmó con la casa discográfica 4AD en enero de 2012.

## Lanzamiento y promoción

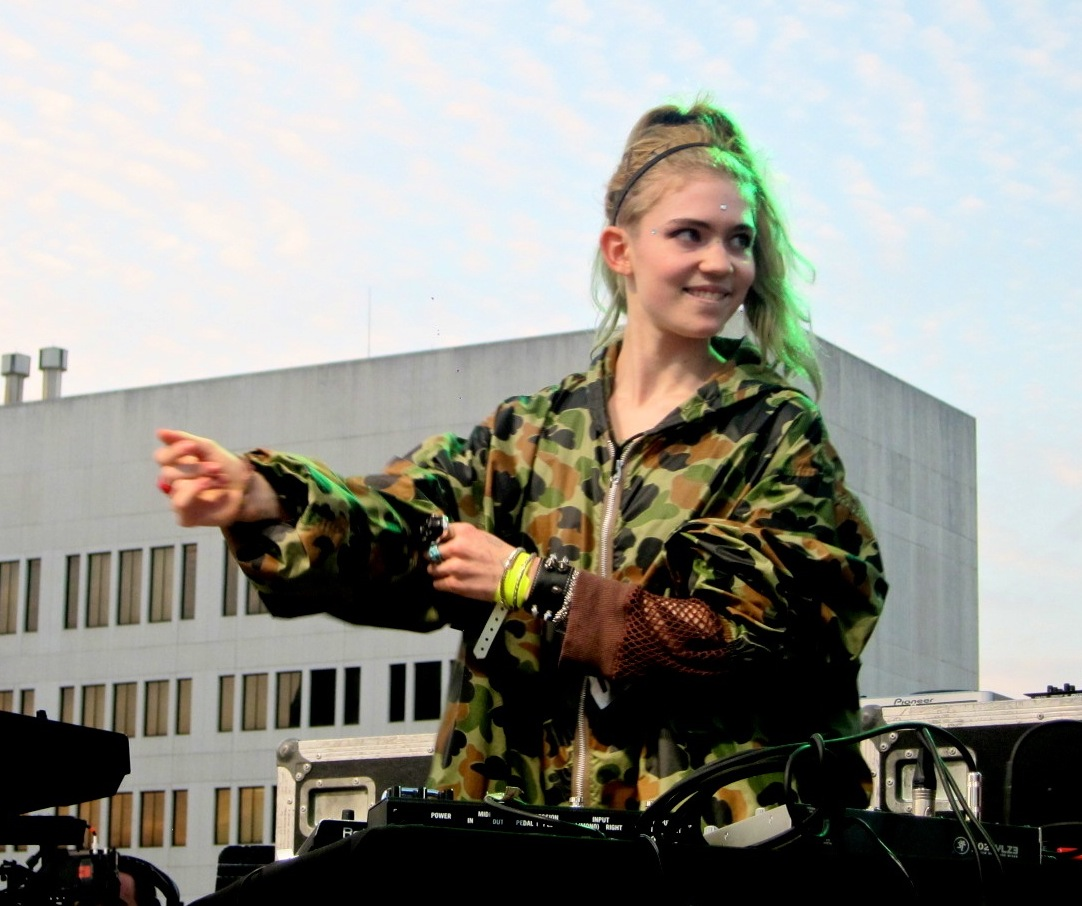
Grimes actuando en SXSW en 2012.

Visions se lanzó el 31 de enero de 2012 en Canadá, y el 21 de febrero de 2012 en los Estados Unidos, el Reino Unido y Europa. Los lanzamientos mundiales siguieron durante todo marzo.  El álbum se transmitió en el sitio web NPR una semana antes de su lanzamiento en los Estados Unidos. La versión de vinilo canadiense del álbum presentaba una lista de canciones diferente;  presentaba 9 canciones, incluyendo dos canciones inéditas "Life After Death" y "Ambrosia". "Oblivion" fue lanzado en Internet en octubre de 2011 como sencillo promocional, junto con el anuncio del álbum. "Genesis" se publicó como el sencillo principal el 9 de enero de 2012.
El álbum debutó en el número 98 en la lista de álbumes  Billboard 200 en su primera semana de lanzamiento, con alrededor de 5,000 vendidos en los Estados Unidos.  También debutó en el N° 8 en la tabla Top Dance / Electronic Albums. Hasta diciembre de 2015, el álbum ha vendido 110,000 copias en los Estados Unidos. Se han vendido más de 150,000 unidades. En 2012 recibió una certificación de plata de Independent Music Companies Association que indicaba ventas de al menos 20,000 copias en toda Europa.
En noviembre de 2012, con el anuncio de que "Visions" fue nombrado álbum del año por las tiendas de discos  Rough Trade y Resident, se pusieron a disposición dos discos de bonificación exclusivos con cualquier compra del álbum.  en cada tienda, con remixes y pistas raras.

### Visuales
El video musical de "Oblivion", dirigido por Emily Kai Bock, se grabó en Montreal  en el  Estadio Olímpico y en la Universidad McGill  Molson Stadium, durante un juego de  fútbol y un rally de motocross. El video se estrenó el 2 de marzo de 2012 y muestra a Grimes entre muchachos de fraternidad sin camisa, así como en el vestuario de hombres rodeada de atletas de levantamiento de pesas. "El arte me da una salida donde puedo ser agresiva en un mundo en el que generalmente no puedo ser, y parte de esto fue afirmar este poder femenino abstracto en estas arenas dominadas por hombres: el video trata de objetivar a los hombres. Sin embargo, no de manera irrespetuosa", explicó Grimes. En una entrevista con  Spin, reveló que la canción trata sobre "entrar en este mundo masculino que está asociado con la agresión sexual, pero presentado como algo realmente acogedor y agradable.  El tema de la canción es acerca de ser: me asaltaron y me costó mucho entablar cualquier tipo de relación con los hombres, porque estuve muy aterrorizada por los hombres por un tiempo".
El video de "Nightmusic" fue dirigido por John Londono y se estrenó el 10 de mayo de 2012. Se lleva a cabo en un paisaje "árido y gris", y presenta a Grimes con uno de los anillos "de coño" que diseñó en colaboración con el joyero y escultor con sede en Montreal Morgan Black.
El video autodirigido para "Genesis", que se lanzó como sencillo principal del álbum el 9 de enero de 2012, se estrenó el 22 de agosto de 2012. Fue filmado en Los Ángeles y coprotagonizado por la rapera y stríper Brooke Candy, a quien Grimes describe como "una musa muy contemporánea".  En el video, Grimes se ve junto a un grupo de amigos mientras conduce un Escalade en el desierto, sostiene un  pitón albina en la parte trasera de una limusina y posa en el bosque. Ella dijo sobre el concepto del video: "Está basado libremente en esta pintura de mi pintor favorito, Hieronymus Bosch, llamado la Mesa de los pecados capitales.  Jugar con imágenes medievales/católicas. Fui criada en un hogar católico y fui a una escuela católica, y mi cerebro infantil percibió el catolicismo medieval como una película de acción: hay un tipo omnipresente loco que puede destruirte en cualquier momento".
La portada del álbum de Visions  fue diseñada por la propia Grimes mientras veía la película Enter the Void. De la obra de arte, Grimes dijo que quería que fuera "algo muy hermoso" y "muy agresivo y violento, como la música". La línea en la parte superior dice "Amo" en ruso.  Las dos líneas verticales de texto a continuación se asemejan a  japonés kanji pero en realidad no significan nada.  El lado derecho de la portada contiene un bloque de texto morado que es la palabra 'Grimes' repetida en un patrón de cuadrícula.  En la esquina superior derecha, están las dos primeras líneas del poema "But Listen, I Am Warning You" de Anna Akhmatova. La parte inferior derecha presenta líneas de otro poema de Anna Akmatova, "Una canción de la reunión final".

## Recepción crítica
Visions recibió críticas generalmente positivas de críticos de música.  En Metacritic, que asigna una calificación de media ponderada de 100 a las críticas de los críticos principales, el álbum recibió una puntuación promedio de 80, basado en 42 críticas, lo que indica "críticas generalmente favorables". Lindsay Zoladz de Pitchfork otorgó al álbum la designación de "Mejor música nueva", alegando que "muestra una estética aerodinámica, lo que resulta en una declaración que se siente enfocada, cohesiva y segura. Es lo suficientemente simple como para dejar espacio para que Grimes crezca, pero esto es tan compulsivamente escuchable que es difícil alejarse de él con ganas de mucho más". Evan Rytlewski de The A.V. Club comentó que en Visions, Grimes "continúa su marcha hacia la accesibilidad, convirtiendo bocetos nebulosos y quijotescos en tangibles,  gancho - pesado electro-pop". Jon Caramanica de The New York Times aclamó Visions como "uno de los más álbumes impresionantes del año hasta ahora". Rebecca Nicholson de The Guardian describió Visions como un "álbum inteligente y divertido,  y es casi imposible no bailar". Matthew Bennett de Clash escribió: "Con la renovación de 4AD de vigor en todos los asuntos electrónicos y la elevación coherente de Boucher tanto en la calidad de la canción como en el gancho, no se detendrá esta explosión creativa y sensual de la humanidad llamada Grimes". Benjamin Boles de  Now llamó al álbum "ricamente texturizado e inventivo", señalando que "mientras Visions es inequívocamente 2012 sónicamente en sus referencias a  R&B y  hip-hop, también cabe notablemente con gracia en el impresionante catálogo de 4AD de dream pop".
Matt James de PopMatters elogió el álbum como "una explosión absoluta" y opinó: "Claro, podría haber pasado sin algunos de los interludios [...] pero su sentido general de ambición es intoxicante. La rebeldía de Visons para evadir la clasificación es parte del diseño y ciertamente parte del encanto". Heather Phares de AllMusic concluyó: "Fresco y sorprendentemente accesible a pesar de sus peculiaridades, Visions es fascinante". Eric Harvey de   Spin  escribió, "El sentido dominante de Visions es de una mujer joven que empuja con cuidado fuera de su propia introversión, lo que hace que los momentos en los que canta desde el intestino en lugar de la garganta [...] o se esfuerza por la sensualidad [...] humano sobre humano son aún más emocionantes".  Harvey continuó: "El talento de Boucher reside en el equilibrio de explotar sus dones y aprovechar lo que viene antes que ella, pero juiciosamente". Kevin Liedel de Slant Magazine vio el álbum como "una visión imperfecta pero íntima de las fantasías de su creador, y si bien puede que no actúe como un trampolín hacia una mayor fama para Grimes, es igual de satisfactorio escucharla llevar la música de su habitación a un sótano oscuro, lejos del mundo entrometido". Sin embargo, Luke Winkie de  Under the Radar sintió que Visions "no es tanto de una evolución como es un alargamiento;  Boucher todavía está haciendo electro-pop deformado y escasamente poblado, y el potencial aún supera el contenido", y agrega que el álbum "se destaca como un concepto a medio formar". Reyan Ali de The Phoenix declaró que "la siempre fascinante Boucher claramente tiene ideas inusuales en torno a su cráneo", pero finalmente criticó el álbum como "innecesariamente oblicuo, demasiado largo (¡48 minutos!) y dolorosamente sin forma". Jody Rosen de Rolling Stone expresó que "Grimes no es lo suficientemente astuta como para ser 'fantasmal' y no lo suficientemente sustancial como para mantener su atención".

### Elogios
AllMusic proclamó  Visions  el mejor álbum de 2012 y declaró: "En Visions, Claire Boucher perfeccionó la mezcla de voces de niñas perdidas y sintetizadores oscuros que había forjado en sus primeros dos álbumes de Grimes, Geidi Primes y Halfaxa, en algo igual de único, pero mucho más pegadizo". The Guardian lo nombró el segundo mejor álbum de 2012, llamándolo "una obra maestra en gonzo pop que es extraña, original y derivada al mismo tiempo". El NME lo ha clasificado al álbum en el número dos en su lista de los 50 mejores álbumes de 2012 y el número 252 en sus 500 mejores álbumes de la lista de todos los tiempos. El álbum apareció en el número cinco en la lista de Clash de los 40 mejores álbumes de 2012, y la revista se refirió a Grimes como  "explosión creativa y sensual de la humanidad". Pitchfork colocó el álbum en número seis en su lista de Los 50 mejores álbumes de 2012 y lo elogió como "una reunión triunfante de humanos y computadoras, un álbum que hace pedazos las tradiciones de la música pop y experimental y las vuelve a unir de formas hermosas y fascinantes". PopMatters incluyó el  álbum en el número 11 en su lista de Los 75 mejores álbumes de 2012, concluyendo: "Sorprendentemente pegadizo, ocasionalmente inquietante y con frecuencia brillante, Visions es un arte y pop de primer nivel en igual medida, y merece ser mencionado en los años venideros".
La revista británica   Fact  clasificó  Visions  como el 26º mejor álbum de 2012 y comentó que "se movió más allá del carácter circunstancial  lo-fi  de sus primeras ofertas  Geidi Primes  y  Halfaxa  para una versión profundamente creativa y simplemente extraña del electro-pop. Si bien los ritmos cambiantes pueden volverse un poco repetitivos, generalmente se expresan de manera diferente, y ellos siempre se combinan con el sintetizador de otro mundo que se lanza a un territorio industrial incómodo". Rolling Stone colocó a Visions en el número 33 en su lista de los 50 mejores álbumes de 2012, señalando que el álbum "utiliza  EDM extremismo, cantos medievales, melodías con azúcar y su propia voz altísima para repensar la música pop". El álbum se incluyó en la lista de  Paste de Los 50 mejores álbumes de 2012 en número 50, y la revista escribió: "Con sus paisajes tonales que cambian constantemente y sus estructuras no estándar, es el tipo de música que es excepcionalmente difícil de pegar en el papel, pero que nunca detiene la reproducción de las pistas  Visions  en su cabeza mucho después de que se cierra".
"Oblivion" fue clasificada como la mejor canción de 2012 por Pitchfork y PopMatters;  el primero lo llamó "bellamente fragmentado" y lo declaró "sonido[s] frío y similar a una máquina pero también irradia[s] calor humano e imperfección", mientras que el posterior opinó que "este triunfo  nouveau  dream pop es seguramente la tarjeta de presentación del álbum, la encapsulación definitiva de todo lo que hace el disco  (sin mencionar al músico detrás de él), así que me encanta escuchar". El NME nombró "Oblivion" y "Genesis" las mejores canciones sexta y 16.ª de 2012, respectivamente. Rolling Stone incluyó a "Oblivion" en el número 28 en su lista de las 50 mejores canciones de 2012, escribiendo eso en la canción, Grimes "deja caer voces de polvo de azúcar sobre un estruendoso sintetizador  loop, suena perfectamente soñadora hasta que escuchas las palabras: 'Nunca camino sola después del anochecer.../Alguien podría romperte tu cuello/Subiendo detrás de ti y nunca tendrías una pista'.  La pegajosidad solo lo hace más espeluznante".
Visions fue preseleccionado para 2012 Polaris Music Prize el 17 de julio de 2012, pero perdió ante el álbum  Metals de Feist. El álbum ganó el  Álbum electrónico del año en los Premios Juno de 2013.

## Lista de canciones
Todas las canciones escritas y compuestas por Claire Boucher. 
| Edición digital |                                                        |          |  |
| N.º             | Título                                                 | Duración |  |
| 1.              | «Infinite Love Without Fulfillment»                    | 1:35     |  |
| 2.              | «Genesis»                                              | 4:15     |  |
| 3.              | «Oblivion»                                             | 4:11     |  |
| 4.              | «Eight»                                                | 1:47     |  |
| 5.              | «Circumambient»                                        | 3:43     |  |
| 6.              | «Vowels = Space and Time»                              | 4:21     |  |
| 7.              | «Visiting Statue»                                      | 1:58     |  |
| 8.              | «Be a Body (侘寂)»                                     | 4:20     |  |
| 9.              | «Colour of Moonlight (Antiochus)» (featuring Doldrums) | 3:59     |  |
| 10.             | «Symphonia IX (My Wait Is U)»                          | 4:52     |  |
| 11.             | «Nightmusic» (featuring Majical Cloudz)                | 3:58     |  |
| 12.             | «Skin»                                                 | 6:09     |  |
| 13.             | «Know the Way (Outro)»                                 | 1:44     |  |
| 46:52           |                                                        |          |  |

| Pistas de bonificación en iTunes |                                         |          |  |
| N.º                              | Título                                  | Duración |  |
| 14.                              | «Christmas Song» (featuring Jay Worthy) | 2:58     |  |
| 49:50                            |                                         |          |  |

| Pista de bonificación MP3 de Amazon |         |          |  |
| N.º                                 | Título  | Duración |  |
| 14.                                 | «Angel» | 1:22     |  |
| 48:14                               |         |          |  |

| Pistas de bonificación en Japón |                    |          |  |
| N.º                             | Título             | Duración |  |
| 14.                             | «Life After Death» | 2:48     |  |
| 15.                             | «Ambrosia»         | 3:31     |  |
| 53:11                           |                    |          |  |

| Vinilo canadiense de 12" |                                         |          |  |
| N.º                      | Título                                  | Duración |  |
| 1.                       | «Oblivion»                              | 4:12     |  |
| 2.                       | «Eight»                                 | 1:48     |  |
| 3.                       | «Circumambient»                         | 3:43     |  |
| 4.                       | «Life After Death»                      | 2:48     |  |
| 5.                       | «Nightmusic» (featuring Majical Cloudz) | 5:03     |  |
| 6.                       | «Ambrosia»                              | 3:31     |  |
| 7.                       | «Symphonia IX (My Wait Is U)»           | 4:51     |  |
| 8.                       | «Genesis»                               | 5:15     |  |
| 9.                       | «Skin»                                  | 6:09     |  |
| 37:20                    |                                         |          |  |

| Disco extra de la edición Rough Trade |                                           |          |  |
| N.º                                   | Título                                    | Duración |  |
| 1.                                    | «Ambrosia»                                | 3:33     |  |
| 2.                                    | «Christmas Song» (featuring Jay Worthy)   | 3:00     |  |
| 3.                                    | «Genesis» (Skip Remix)                    | 4:01     |  |
| 4.                                    | «Song for Ric» (featuring Majical Cloudz) | 3:25     |  |
| 5.                                    | «Be a Body» (Baarsden Remix)              | 3:25     |  |
| 17:24                                 |                                           |          |  |

| Disco extra de edición residente |                             |          |  |
| N.º                              | Título                      | Duración |  |
| 1.                               | «Angel»                     | 1:22     |  |
| 2.                               | «Life After Death»          | 2:48     |  |
| 3.                               | «Oblivion» (Baarsden Remix) | 3:25     |  |
| 4.                               | «Be a Body» (Tokori Remix)  | 4:55     |  |
| 12:30                            |                             |          |  |

## Personal
Tomado de la sección de créditos del álbum Visions.
- Grimes – vocales, productora
- Anna Akhmatova – poesía
- Jasper Baydala – layout
- Sebastian Cowan – masterización, mezclado
- Mark Khair – diseño de la cabeza extraterrestre

## Listas de éxitos musicales
| Gráfico (2012-13)                           | Pico Posición |
| ------------------------------------------- | ------------- |
| Australian Hitseekers Albums (ARIA)         | 7             |
| Belgian Albums Chart (Flanders)             | 46            |
| Belgian Heatseekers Albums Chart (Wallonia) | 9             |
| Irish Albums Chart                          | 65            |
| UK Albums Chart                             | 67            |
| UK Indie Albums Chart                       | 8             |
| US Billboard 200                            | 98            |
| US Alternative Albums                       | 17            |
| US Dance/Electronic Albums                  | 8             |
| US Independent Albums                       | 13            |

### Gráficos de fin de año
| Gráfico (2012)                             | Posición |
| ------------------------------------------ | -------- |
| US Top Dance/Electronic Albums (Billboard) | 21       |

## Salida al mercado
| País           | Fecha                 | Sello                  |
| -------------- | --------------------- | ---------------------- |
| Canadá         | 31 de enero de 2012   | Arbutus Records        |
| Estados Unidos | 21 de febrero de 2012 | 4AD                    |
| Australia      | 1 de marzo de 2012    | Remote Control Records |
| Alemania       | 9 de marzo de 2012    | 4AD                    |
| Reino Unido    | 12 de marzo de 2012   | 4AD                    |
| Francia        | 13 de marzo de 2012   | 4AD                    |
| Japón          | 6 de junio de 2012    | Hostess Entertainment  |